# Télé Toulouse
Pour les articles homonymes, voir Toulouse (homonymie).
Télé Toulouse (abrégée TLT), créée en 1988, était une chaîne de télévision locale toulousaine. Elle a cessé d'émettre en juillet 2015 en raison de difficultés financières.

## Historique
Lancée en 1988, elle est la deuxième chaîne locale nationale à voir le jour après TVR à Rennes. TLT émet initialement depuis le quartier Compans-Caffarelli. Les studios sont situés depuis 2003 au RdC de l'Arche Marengo à côté de la médiathèque José-Cabanis, quartier Marengo. Dans les années 1990, la chaîne vit les débuts des Chevaliers du fiel dans l'émission Fiel ma télé.
En novembre 2008, Télé Toulouse est déclarée en cessation de paiements, avec un passif de 3,8 millions d'euros. Le directeur de la chaîne, Franck Demay, propose alors un important plan social pour rééquilibrer les finances de TLT. Un an plus tard, avec un effectif passant de 50 à 21 et un chiffre d'affaires réduit de presque moitié, TLT n'est pas « dans une situation de rêve, mais ce n'est tout de même pas si mal pour une chaîne que certains sondés pouvaient croire morte l'hiver dernier », estime son directeur.
Le 17 avril 2013, Emmanuel Schwartzenberg est nommé PDG de TLT. Avec une audience moyenne de 27 500 téléspectateurs quotidien en 2014 la chaîne souffre d'un manque de ressources publicitaires. Cette situation s’aggrave avec l'absence de service commercial à partir de 2013 et le retrait de la régie de la chaîne à La Dépêche du Midi, en raison de la baisse des recettes, par la mairie de Toulouse qui en avait la charge depuis 2009. La nouvelle municipalité élue en 2014 refuse l'embauche d'un commercial en raison du déficit de la chaîne et demande alors à la chaîne d'augmenter ses recettes.
La fréquence de la chaîne est renouvelée en mai 2015 pour cinq ans par le conseil supérieur de l'audiovisuel.
Après de long mois de bataille, la chaîne est mise en liquidation judiciaire par le tribunal de commerce de Toulouse qui estime que « la demande des salariés d'une poursuite d'activité exceptionnelle de 3 mois n'est pas compatible avec la situation de trésorerie de l'entreprise ». La chaîne a alors un passif de 1,6 million d'euros. Elle cesse d'émettre à minuit le 3 juillet 2015. Tout au long de son existence, la chaîne n'a jamais réussi à atteindre un équilibre économique.
L'arrêt de TLT a conduit le CSA à lancer un appel à candidature pour une nouvelle chaîne locale en juin 2016. Quatre mois plus tard, TV Sud a été sélectionné, étant l'unique candidat restant après le retrait de BFM TV.

## Actionnaires
À l'origine, TLT est contrôlée conjointement par la ville de Toulouse (via la société d'économie mixte CTV) et le groupe Vivendi. En 2002, Vivendi réduit sa participation. En 2004, les principaux actionnaires de TLT sont, par ordre décroissant, CTV, Lagardère Active (Lagardère SCA) et le groupe la Dépêche du Midi. 
Après le retrait de Lagardère Active en janvier 2009, les principaux actionnaires sont[réf. nécessaire] :
- La mairie de Toulouse (23 %)
- Le groupe La Dépêche du Midi (20 %)
- La Caisse d'épargne régionale (20 %)
- Sud Communication (14 %)
- Le Stade toulousain (9 %)
- Le Toulouse Football Club (9 %)
- Le Crédit industriel et commercial (5 %).